# Mazin Mohamedein
Mazin Mohamedein Al-Nour Mohamed (ur. 2 maja 2000 w El-Fuli) – sudański piłkarz grający na pozycji lewego obrońcy. Od 2021 jest zawodnikiem klubu Tuti SC.

## Kariera klubowa
Swoją karierę piłkarską Mohamedein rozpoczął w klubie Al-Shabia Bahri, w barwach którego zadebiutował w 2014 roku. W latach 2014–2017 grał w Ombada SC, w latach 2018-2020 w El Hilal SC El Obeid, a w sezonie 2020/2021 w Al-Merreikh, z którym wywalczył wicemistrzostwo Sudanu. W 2021 przeszedł do Tuti SC.

## Kariera reprezentacyjna
W reprezentacji Sudanu Mohamedein zadebiutował 30 grudnia 2021 w przegranym 2:3 towarzyskim meczu z Etiopią, rozegranym w Limbé. W 2022 roku został powołany do kadry na Puchar Narodów Afryki 2021. Na tym turnieju rozegrał trzy mecze grupowe: z Gwineą Bissau (0:0), z Nigerią (1:3) i z Egiptem (0:1).